# 塚原直貴
塚原 直貴（つかはら なおき、1985年5月10日 - ）は日本の元陸上競技選手。専門は短距離。

## 経歴
長野県岡谷市出身。東海大学付属第三高等学校、東海大学を経て2008年富士通に入社。富士通陸上競技部所属。
2003年のインターハイでは100mと200mでの2冠を達成した。2006年の関東インカレでは髙平慎士と争い、100m・200m共に同タイム着差ありの2位となる。また、その年の日本選手権100mでは優勝し、2008年まで3連覇を達成した。2009年の日本選手権は準決勝での怪我のために決勝は棄権し、4連覇は逃した。
第15回アジア競技大会（カタール・ドーハ）では男子100mで銀メダル、男子4×100mリレーでも銀メダルを獲得した。
2007年大阪世界選手権日本代表、2008年北京オリンピック日本代表に選出される。
2007年、初めて出場した世界選手権は100m1次予選を10秒20（-0.1）の自己ベストで通過するも、2次予選では10秒31（-0.3）とタイムを落とし、準決勝に進出できる組4着と0秒01差の組5着に終わった。4×100mリレーでは1走を務め、予選で38秒21、決勝で38秒03のアジア記録（当時）をマークして5位入賞に貢献した。世界選手権の2週間後に行われたトワイライト・ゲームス100mでは日本歴代6位（当時）の10秒15（+0.6）をマークした。
2008年、北京オリンピック陸上男子100m準決勝進出。オリンピック同種目の準決勝進出は、2000年シドニーオリンピックの伊東浩司以来8年ぶり。
また、陸上男子4×100mリレーの第一走者 として決勝レースに出場して日本チームは3着（銅メダル）となった。その後、このレースで金メダルを獲得していたジャマイカチームのネスタ・カーターのドーピングの検体の再検査で禁止薬物の陽性反応を示したため、2017年に銀メダルに繰り上げとなっている。メダル獲得は、日本選手の陸上トラック種目における1928年アムステルダムオリンピックの女子800m銀メダルの人見絹枝以来80年ぶり、男子では史上初のメダル獲得となった。
2009年、ジャマイカ式走法を取り入れて好記録を残す。5月のIAAFグランプリ大阪大会100mで日本歴代5位タイ（当時）の10秒13（+0.8）をマークすると、6月の日本選手権100m予選で日本歴代4位（当時）の10秒09（+1.8）をマークし、日本人4人目の10秒0台に突入した。準決勝でも追い風参考記録ながら予選と同じ10秒09（+2.4）をマークするも、決勝は左大腿二頭筋腱炎のため棄権。日本選手権以外の成績も評価されて8月のベルリン世界選手権の日本代表に選出された。2回目の出場となった世界選手権は100m2次予選を10秒15（+0.4）で通過し、北京オリンピックに続き世界大会の100mで2大会連続の準決勝進出、世界選手権の同種目では井上悟、朝原宣治に続く日本人史上3人目の準決勝進出者となった。準決勝は10秒25（-0.2）とタイムを落として組最下位で決勝進出はならなかったが、4×100mリレーでは2走を務めて世界選手権最高順位となる4位入賞に貢献した。
2010年、4月に単身で渡米し、タイソン・ゲイのコーチを務めるブラウマンの下で1ヶ月間トレーニングを積んだ。6月の日本選手権100mでは2大会ぶりの優勝を目指すも江里口匡史に敗れ2位。11月の広州アジア競技大会は直前にけがをして欠場した。
2011年、2月下旬に右アキレス腱を部分断裂した影響で日本選手権を欠場し、3大会連続の世界選手権出場は成らなかった。
2015年、4月19日の織田記念国際GP100mにおいて桐生祥秀と同着の2位に入り、この結果を受けて5月に開催される第2回世界リレー（バハマ・ナッソー）の4×100mリレー日本代表に選出された。しかし、現地入りしてから脚を痛めたため、久しぶりの世界大会は出場なしに終わった。
2016年11月10日、今季限りでの引退を表明した。
2017年、富士通アメリカンフットボール部「フロンティアーズ」のランニングコーチ就任。

## 人物・エピソード
外国の選手のように筋肉質な体型でパワフルな走りが持ち味である。日本人選手の中では珍しく、感情を前面に出すタイプの選手であり、人一倍情に厚い性格。時として情熱過多であると評されることもある。エピソードとして、メダル獲得の瞬間感極まり寝そべって泣き崩れたり、インタビューを受けた後も朝原と抱き合う姿が映し出されている。また、スーパー陸上での朝原引退セレモニーでも号泣しながら朝原と抱き合っていた。
試合における勝負強さに定評があり、世界大会でのキャリア豊富な朝原宣治や伊東浩司をして「大きな大会で力を発揮できる数少ない選手」と言わしめる程である。日本のスプリンターとしては非常に高いアベレージでタイムを記録し、時には格上の選手を相手に引かない走りを見せる。2009年からは自らの走りの改善に取り組み、着々と自己ベストを更新している。『日本人初の9秒台』への期待が高く、自身でも大きな目標の一つとして度々口にしている。
小さい頃から体が弱く、5歳くらいの時に喘息を発症。小学校2,3年時にはマイコプラズマ肺炎にかかり、大学入学直後には咳が止まらなくなり救急車で搬送されている。風邪を引きやすい体質であるため、普段から予防のためのマスク着用や、過度とも言えるほどのアルコール除菌を行っており、家族に対してもうがいや手洗いを徹底させている。小さい頃は体力をつけるため、バスケ、サッカー、野球、水泳など一通りのスポーツを経験。陸上は小学3年から始め、最初は走幅跳をやっていた。母は中学時代に陸上の選手だったが、父は学生時代にスポーツ経験がない自称「運動音痴」で、息子については「突然変異」と話す。
大学入学後にしばらく伸び悩んだことについては、過去の栄光が邪魔をしていたという。
2009年10月にレーシック手術を受け、0.2だった視力が1.5に回復した。
2015年1月1日、ベリーダンサーの内藤未映と結婚することが明らかになり、6月には第1子となる男の子が誕生した。2020年現在は3児の父である。
2016年6月4日、8年前の2008年北京五輪陸上・男子4×100mリレーにおいて、当初優勝したジャマイカチームのネスタ・カーターが、ドーピング再検査で陽性反応を示したとの事で、日本チームは銅から銀に繰り上がる可能性を示唆した報道に関し、塚原は「正直複雑。聞いた時はどうすんのって思った。銀になれば嬉しいけど、ヨーイドンで走った8チームで2番じゃない。がっかりしますよ、もう」と怒りを露わにしていた。その後2016年8月のリオデジャネイロオリンピックの陸上・男子4×100mリレーで、日本代表として銀メダルを獲得する事となる桐生祥秀は「（報道に）びっくりしました」と口にしている。さらに土江寛裕コーチも「8年も経ってから銀と言われても『なんだよ』となる。これだけ（他国が）ドーピングをやる中日本はバカ正直によく戦ってる」と厳しく指摘した上で、ドーピングの厳しい処分は日本に追い風か、とマスコミ陣から聞かれ「追い風も何も彼らがインチキしている。ちゃんと同じスタートラインでやらせて欲しい」と強く訴えていた。結果翌2017年1月26日に、ジャマイカチームが正式に失格判定となり、日本代表は2位・銀メダリストへ変更した事に関し、同北京五輪のアンカーを務めた朝原宣治は「カーター選手に対して憤りを覚える。今後はドーピング検査の取り締まりをしっかり欲しい」とコメントしている。
2020年3月31日、富士通陸上競技部が塚原の新型コロナウイルス感染を公表。同月28日に三重県鈴鹿市で行われた陸上競技の講習会に講師として参加したのち、同日18時頃から体調不良と38.9℃の発熱を訴え、熱が下がらないことから、翌29日PCR検査を受けたところ、30日に感染が確認された。富士通は従業員のプライバシー保護のため、感染者の氏名公表を行っておらず、「三重県鈴鹿市へ出張中に新型コロナウイルスの感染が確認された埼玉県の30代男性」としか情報は出ていなかったが、感染拡大防止に向けた取り組みの重要性を認識してもらえるならと、塚原本人が氏名を含めた公表を強く希望したため、富士通からの公表に至った。妻の内藤未映によると、前述の通り日頃から塚原の感染予防の意識は高く、感染拡大後もテレワークで自宅にいることがほとんどで、必要最低限の外出しかしていなかったとされる。三重県の医療機関に入院していたが、4月12日に退院した。

## 主な成績
- 2000年
  - 第27回全日本中学校陸上競技選手権大会
    - 100m　4位（10.95　+0.7）
    - 200m　3位（22.56　-0.6）

  - 第31回ジュニアオリンピック
    - B200m　優勝
- 2001年
  - 高校総体
    - 400mR　準決勝敗退（4走）（41.77）

  - 第56回国民体育大会
    - 少年B100m　準決勝敗退（10.98　0.0）
    - 少年B400m　7位（50.21）
    - 400mR　予選敗退（4走）（41.61）

  - 第32回ジュニアオリンピック
    - A200m　2位
- 2002年
  - 高校総体
    - 200m　5位

  - 第57回国民体育大会
    - 少年A100m　6位（10.57）
    - 400mR　7位（2走）（40.66）
- 2003年
  - 第19回日本ジュニア陸上競技選手権大会
    - 200m　優勝（21.07　-0.2）

  - 高校総体
    - 100m　優勝（10.32　+1.5）
    - 200m　優勝（21.11　-2.0）

  - 第58回国民体育大会
    - 少年A100m　7位（10.69）
- 2004年
  - 第83回関東学生陸上競技対校選手権大会
    - 100m　8位

  - 第88回日本陸上競技選手権大会
    - 100m　予選敗退（10.52　+1.5）
    - 200m　予選敗退（21.46　+1.1）

  - 第20回日本ジュニア陸上競技選手権大会
    - 100m　2位（10.75　-0.4）
    - 200m　3位（21.47　+0.4）

  - 第73回日本学生陸上競技対校選手権大会
    - 100m　予選敗退（10.57　+1.3）
    - 200m　6位（21.78　-2.2）
    - 400mR　優勝（2走）（39.07）

  - 第10回世界ジュニア陸上競技選手権大会
    - 100m　準決勝敗退（10.55　+0.3）
    - 400mR　3位（4走）（39.43）

  - 第59回国民体育大会
    - 成年100m　準決勝敗退（10.84）
    - 400mR　準決勝敗退（2走）（42.10）
- 2005年
  - 第74回日本学生陸上競技対校選手権大会
    - 100m　7位（10.78　-1.3）
    - 200m　準決勝棄権　※予選（21秒49　-1.2）
    - 400mR　決勝欠場　※予選（4走）（40.10）

  - 第2回トワイライト・ゲームス
    - 100m　優勝（10.47　+2.3）

  - 第60回国民体育大会
    - 成年100m　4位（10.58　-1.2）
    - 400mR　準決勝敗退（3走）（40.92）
- 2006年
  - 第85回関東学生陸上競技対校選手権大会
    - 100m　2位（10.37　+0.4）
    - 200m　2位（20.35　+1.2）自己記録更新
    - 400mR　優勝（2走）（38.87）

  - 第75回日本学生陸上競技対校選手権大会
    - 200m　2位（21.07　-0.1）
    - 400mR　優勝（2走）（39.07）

  - 第90回日本陸上競技選手権大会
    - 100m　優勝（10.37　-0.3）
    - 200m　3位（20.76　0.0）

  - 2006全日本学生陸上競技チャンピオンシップ
    - 100m　優勝（10.25　+1.1）自己記録更新

  - 第10回IAAFワールドカップ（ギリシャ・アテネ）
    - 400mR　3位（1走）（38.51）

  - 第61回国民体育大会
    - 成年100m　2位（10.41　+0.4）

  - 第15回アジア競技大会（カタール・ドーハ）
    - 100m　2位（10.34　+0.3）
    - 400mR　2位（1走）（39.21）
- 2007年
  - IAAFグランプリ大阪大会
    - 100m　4位（10.45　+0.4）
    - 400mR　優勝（1走）（38.74）

  - 第86回関東学生陸上競技対校選手権大会
    - 100m　優勝（10.23　+0.2）自己記録更新
    - 200m　2位（20.88　+0.2）
    - 400mR　2位（2走）（39.35）
    - 1600mR　2位（2走）（3:07.03）

  - 第76回日本学生陸上競技対校選手権大会
    - 100m　予選失格（DSQ）
    - 400mR　決勝途中棄権（2走）（DNF）

  - 第91回日本陸上競技選手権大会
    - 100m　優勝（10.34　-0.3）
    - 200m　3位（20.64　+1.2）

  - IAAF世界陸上競技選手権2007大阪大会
    - 100m　2次予選敗退（10.31　-0.3）　※1次予選（10.20　-0.1）自己記録更新
    - 400mR　5位（1走）（38.03　アジア記録）

  - 第4回トワイライト・ゲームス
    - 100m　優勝（10.15　+0.6）

  - 第62回国民体育大会
    - 成年100m　優勝（10.23　+0.4）
    - 400mR　準決勝敗退（2走）（41.62）
- 2008年
  - IAAFグランプリ大阪大会
    - 100m　6位（10.71　+0.8）

  - 北京オリンピックプレ大会（中国オープン）
    - 100m　8位（10.44　+0.5）
    - 400mR　2位（3走）（39.46）

  - 第92回日本陸上競技選手権大会
    - 100m　優勝（10.31　-0.2）

  - 北京オリンピック
    - 100m　準決勝敗退（10.16　+0.3）
    - 400mR　2位（1走）（38.15）
- 2009年
  - 第43回織田幹雄記念国際陸上競技大会
    - 100m　優勝（10.17　+1.3）

  - 第25回静岡国際陸上競技大会
    - 200m　3位（20.61　+0.2）

  - IAAFグランプリ大阪大会
    - 100m　優勝（10.13　+0.8）自己記録更新

  - 第93回日本陸上競技選手権大会
    - 100m　決勝棄権　※予選（10.09　+1.8）自己記録更新

  - IAAF世界陸上競技選手権2009ベルリン大会
    - 100m　準決勝敗退（10.25　-0.2）
    - 400mR　4位（2走）（38.30）

  - スーパー陸上
    - 100m　2位（10.31　+0.5）

  - 第57回全日本実業団対抗陸上競技選手権大会
    - 100m　優勝（10秒37　0.0）
    - 400mR　優勝（2走）（39.55）

  - 第18回アジア陸上競技選手権大会（中国・広州）
    - 100m　2位（10.32　-0.1）
    - 400mR　優勝（2走）（39.01）

  - 第64回国民体育大会
    - 400mR　3位（4走）（40.52）
- 2010年
  - IAAFグランプリ大阪大会
    - 100m　3位（10.36　0.0）

  - 第94回日本陸上競技選手権大会
    - 100m　2位（10.45　0.0）

  - 第11回IAAFコンチネンタルカップ（クロアチア・スプリト）
    - 400mR　2位（2走）（39.28）

  - 第58回全日本実業団対抗陸上競技選手権大会
    - 100m　2位（10.40　+1.1）
    - 200m　4位（21.14　-0.3）
    - 400mR　優勝（2走）（40.15）

  - 第65回国民体育大会
    - 400mR　2位（4走）（40.17）
- 2011年
  - 第27回静岡国際陸上競技大会
    - 200m　予選敗退（21.50　+0.3）

  - 第59回全日本実業団対抗陸上競技選手権大会
    - 100m　優勝（10.27　+2.8）
    - 200m　5位（21.08　+2.7）
    - 400mR　予選途中棄権（2走）（DNF）
- 2012年
  - 第46回織田幹雄記念国際陸上競技大会
    - 100m　7位（10.49　0.0）

  - 第96回日本陸上競技選手権大会
    - 100m　5位（10.45　0.0）

  - 第60回全日本実業団対抗陸上競技選手権大会
    - 100m　3位（10.54　+2.4）
    - 400mR　決勝欠場　※予選（1走）（39.77）
    - 1600mR　優勝（1走）（3分11秒96）

  - 第67回国民体育大会
    - 成年100m　3位（10.36　+0.6）
    - 400mR　準決勝敗退（2走）（40.35）
- 2013年
  - 第97回日本陸上競技選手権大会
    - 100m　4位（10.31　+0.7）

  - 第20回アジア陸上競技選手権大会（インド・プネー）
    - 100m　7位（10.54　-0.3）

  - 第68回国民体育大会
    - 成年100m　準決勝敗退（10.65　-1.0）
    - 400mR　5位（4走）（40.35）
- 2014年
  - 第48回織田幹雄記念国際陸上競技大会
    - 100m　予選敗退（10秒48　+2.0）

  - 第98回日本陸上競技選手権大会
    - 100m　5位（10.35　+0.6）

  - 第1回日中韓3カ国交流陸上競技大会
    - 100m　4位（10.43　+1.0）
    - 400mR　3位（2走）（40.72）

  - 第62回全日本実業団対抗陸上競技選手権大会
    - 100m　予選敗退（11.10　+0.2）
    - 400mR　4位（4走）（39.93）

  - 第69回国民体育大会
    - 成年100m　準決勝敗退（10.73　+0.7）
    - 400mR　7位（4走）（40.12）
- 2015年
  - 第49回織田幹雄記念国際陸上競技大会
    - 100m　2位（10秒40　-0.2）

  - 第99回日本陸上競技選手権大会
    - 100m　6位（10.51　-0.9）
- 2016年
  - 第100回日本陸上競技選手権大会
    - 100m　予選敗退（11.13　-0.6）

  - 第64回全日本実業団対抗陸上競技選手権大会
    - 100m　予選敗退（11.01　-1.2）
    - 400mR　決勝途中棄権（2走）（DNF）

## 記録
| 種目    | 記録           | 年月日        | 場所 | 備考             |
| ------- | -------------- | ------------- | ---- | ---------------- |
| 100m    | 10秒09（+1.8） | 2009年6月27日 | 広島 |                  |
| 200m    | 20秒35（+1.2） | 2006年5月21日 | 横浜 | 日本歴代10位タイ |
| 400m    | 47秒08         | 2007年4月14日 | 町田 |                  |
| 4×100mR | 38秒03（1走）  | 2007年9月1日  | 大阪 | 元アジア記録     |